# Saga de Snaebjörn Galti
La saga de Snaebjörn Galti (nórdico antiguo: Snaebjarnar saga galta) es una de las sagas de los islandeses sobre la figura del explorador Snaebjörn Galti, el primero que organizó un contingente para explorar las tierras de Groenlandia. La historia trata del grupo que fundó un asentamiento en la costa oriental, la más inhóspita, donde pasaron un invierno. Las duras circunstancias crearon un ambiente hostil entre los miembros de la expedición, que acabó en tragedia y muerte. Los supervivientes regresaron a Islandia, donde tuvieron que enfrentarse a una salvaje venganza. La saga se considera hoy perdida, pero el contenido se encuentra resumido en una sección de Landnámabók, aunque totalmente ausente en las sagas de Vinlandia.